# Montserrat Caballé
María de Montserrat Bibiana Concepción Caballé Folch (Barcelona, 12 de abril de 1933-Barcelona, 6 de octubre de 2018), conocida como Montserrat Caballé, fue una cantante lírica de ópera española con tesitura de soprano. Considerada una de las más grandes sopranos del siglo XX, fue admirada especialmente por su técnica vocal y por sus interpretaciones del repertorio belcantista.
En cierta ocasión, preguntaron a Maria Callas qué cantantes podrían sucederla, y ella contestó: Only Caballé... («Solo Caballé...»).

## Datos biográficos
Montserrat Caballé nació el 12 de abril de 1933 en el N.º 20 de la calle Igualada del barrio de Gracia de Barcelona, hija del tarraconense Carlos Caballé Borrás (1907-1995) y de la valenciana Ana Folch. Fue una mujer de origen humilde que vivió en la posguerra española y que, gracias a su madre, quien le enseñaba conceptos básicos de solfeo, y a una adinerada familia barcelonesa, los Bertrand i Mata, logró ingresar —a la edad de once años— en el Conservatorio Superior de Música del Liceo de Barcelona, en un principio con una beca, y más tarde con el apoyo económico de sus primeros mecenas.
En 1955 pisó por primera vez un escenario cantando el papel titular de La serva padrona, de Giovanni Battista Pergolesi, en el Teatro Fortuny de Reus, que repitió diez días más tarde en el Teatro Principal de Valencia.
Ingresó en la compañía del Teatro Municipal de Basilea en 1956, donde hizo su debut operístico fuera de España, el 17 de noviembre de ese mismo año, interpretando Mimí en La Bohème, además de un gran repertorio de papeles, que incluyeron Tosca, de Giacomo Puccini; Aida, de Giuseppe Verdi, y Arabella y Salomé, ambos de Richard Strauss.
Fue contratada por la Ópera de Bremen para la temporada de 1960-1961, donde se especializó en los papeles del bel canto. En 1962, regresó a Barcelona y debutó en el Liceo el 7 de enero, con Arabella.

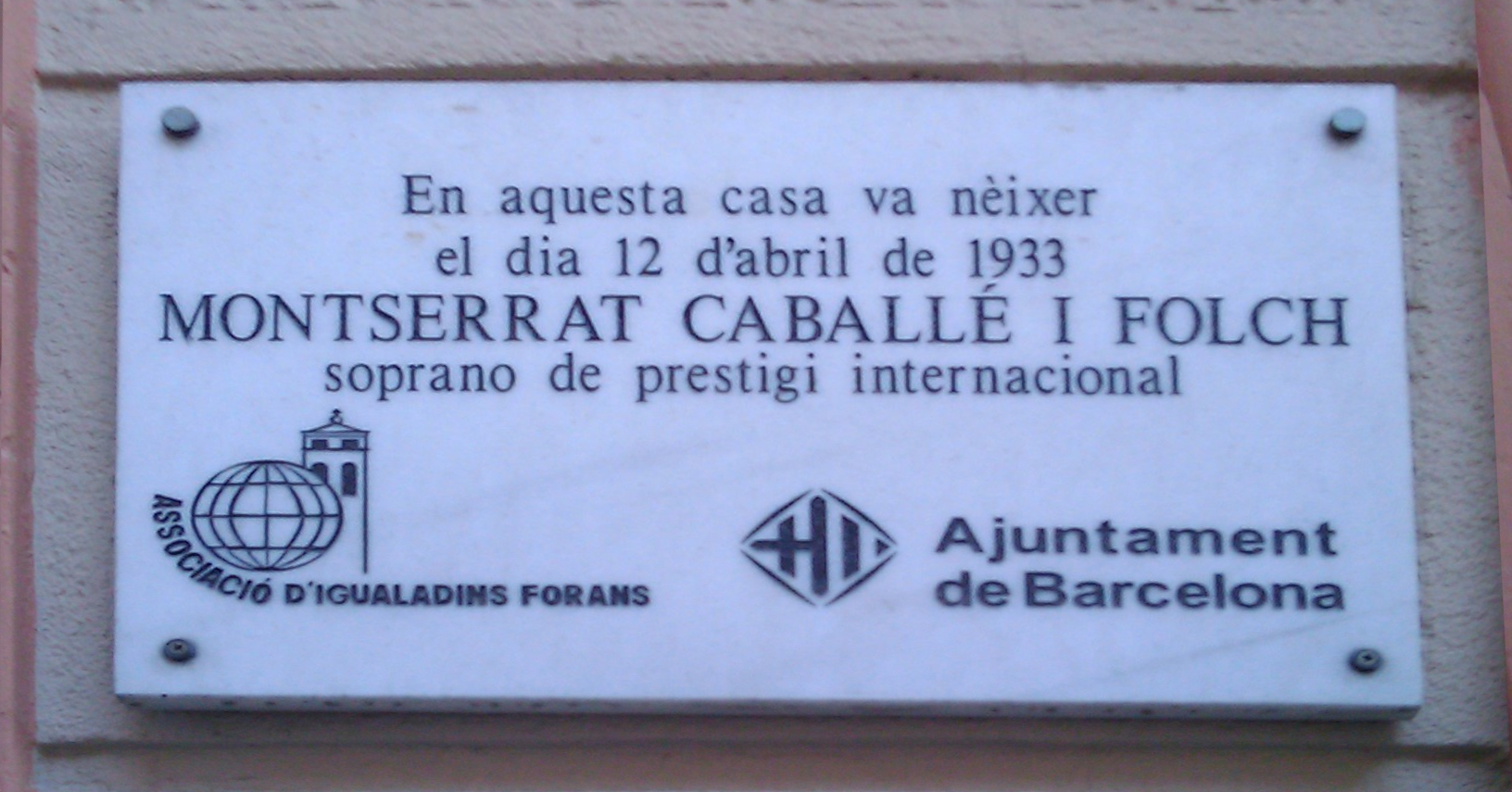
Placa en el edificio donde nació

### Apogeo
Se podría decir que su primer éxito internacional tuvo lugar en 1965, cuando el 20 de abril sustituyó a Marilyn Horne, que –indispuesta– no pudo cantar en la versión en concierto de Lucrezia Borgia, en el Carnegie Hall, de Nueva York. Se cuenta que varios espectadores devolvieron sus entradas, decepcionados por la sustitución de Horne; pero al ser informados de cómo cantaba Caballé, regresaron apresuradamente al teatro. Su interpretación causó sensación, y la hizo famosa en el mundo de la ópera. Un periódico neoyorquino tituló al día siguiente: «Callas + Tebaldi = Caballé».
Ese mismo año, debutó en el Festival de Glyndebourne y en la Metropolitan Opera House con el personaje de Marguerite del Fausto, de Charles Gounod. En 1972, debutó en La Scala, con Norma, de Vincenzo Bellini, y con Violetta, en el Royal Opera House, de Londres. En 1974, grabó con gran éxito una función señalada como histórica de la ópera Norma, en el Teatro Antiguo de Orange. En 1980, interpretó Semiramide, de Gioacchino Rossini, en el Festival de Aix-en-Provence, con la batuta de Jesús López Cobos.
En 1986, interpretó un pequeño papel en Romanza final (Gayarre), película biográfica sobre Julián Gayarre, dirigida por José María Forqué y protagonizada por José Carreras.

### Con Freddie Mercury y Sara Montiel
Entre 1986 y 1988, Caballé interpretó el álbum Barcelona junto al vocalista de Queen, Freddie Mercury, con quien forjó una gran amistad. En el proyecto, donde participaron en la composición de las canciones Freddie Mercury y Mike Moran, también intervinieron Tim Rice y Montserrat Caballé. Su tema principal, "Barcelona", fue elegido por el Comité Olímpico Español como himno oficial de los Juegos Olímpicos de Barcelona 1992. Lo interpretaron en directo, en dos ocasiones. La primera, en el club Ku, de Ibiza, el 29 de mayo de 1987, y la segunda, dentro de los conciertos de "La Nit" el 8 de octubre de 1988, donde presentaron tres canciones en directo; "How Can I Go On", "The Golden Boy" y "Barcelona". No le fue posible presentarse con él en la ceremonia de inauguración de los Juegos Olímpicos de Barcelona el 25 de julio de 1992 por el fallecimiento de Freddie Mercury ocho meses antes, el 24 de noviembre de 1991. 
En 1988, Caballé participó en el álbum Purísimo Sara, de Sara Montiel, y grabó a dúo con ella el clásico "La violetera".

### Prestigio mundial
Montserrat Caballé llegó a interpretar más de ochenta personajes operísticos: desde la ópera barroca hasta Giuseppe Verdi, Richard Wagner, Giacomo Puccini y Richard Strauss. Representó papeles tan diferentes como Norma, Salomé, Violeta, la Mariscala, Semiramide o Isolda, amplitud de repertorio reflejado en sus muchas grabaciones. También interpretó canciones españolas del género pop, como Hijo de la luna del grupo Mecano. Asimismo interpretó varias piezas musicales con compositor griego Vangelis, destacando una presentación realizada el año 1997 en el estadio Panathinaikos de Atenas en la apertura del 6.º Campeonato del Mundo de Atletismo, donde, junto a su hija, Montserrat Martí Caballé, interpretó los temas The pray of the World y March with me, compuestos por Vangelis en alusión a la paz mundial.

### Condena por fraude fiscal
En 2010, trató de defraudar medio millón de euros a la hacienda pública española, fingiendo ser residente en Andorra, fraude que posteriormente reconoció ante la fiscalía y por el que aceptó una condena de seis meses de cárcel.

### Problemas de salud y causa de muerte
El 20 de octubre de 2012, sufrió un ictus de carácter leve en Ekaterimburgo durante una gira por Rusia, fue trasladada al Hospital de la Santa Cruz y San Pablo de Barcelona y recibió el alta hospitalaria once días después.
Falleció el sábado, 6 de octubre de 2018, en el Hospital de la Santa Cruz y San Pablo (Barcelona), debido a problemas en la vesícula biliar que se habían agudizado en sus últimos años.

## Familia
El 14 de agosto de 1964 contrajo matrimonio con el tenor aragonés Bernabé Martí (1928-2022) en el Monasterio de Santa María de Montserrat (Monistrol de Montserrat, Barcelona), con quien tuvo dos hijos: Bernabé (1966) y Montserrat Martí (soprano) (1972).
Era la abuela de Daniela Faidella Martínez (2011), nacida de la relación de su hija Montserrat con el empresario Daniel Faidella.

## Discografía

### Álbumes de estudio
- 1988: Barcelona (con Freddie Mercury)
- 1994: Marilyn Horne: Divas in Song
- 1997: Friends for Life

## Premios y distinciones
Entre los muchos premios musicales que se le otorgaron, cabe destacar los siguientes:
- El 13 de enero de 1966, fue distinguida con el lazo de dama de la Orden de Isabel la Católica.[24][25]
- El 22 de enero de 1966, obtuvo la Medalla de Oro del Gran Teatro del Liceo.[26]
- En 1969 recibió el Premio Grammy a la mejor interpretación vocal solista de música clásica por su interpretación en el álbum Rossini: Rarities.[27][28]
- El 17 de julio de 1973, recibió la Medalla de Oro al mérito en las Bellas Artes.[29]
- El 17 de julio de 1975, fue distinguida con la Gran Cruz de la Orden de Alfonso X el Sabio.[30]
- El 11 de septiembre de 1982, fue galardonada con la Medalla de Oro de la Generalidad de Cataluña.[31]
- El 5 de noviembre de 1982, recibió la Medalla de Oro de la Generalidad de Cataluña.[32]
- El 12 de mayo de 1988, obtuvo el Premio Nacional de Música de España.[33]
- El 1 de julio de 1988, recibió la Medalla de Oro al mérito turístico.[34]
- En 1991, con el Premio Príncipe de Asturias de las Artes, junto con Victoria de los Ángeles, Teresa Berganza, José Carreras, Pilar Lorengar, Alfredo Kraus y Plácido Domingo.[35]
- El 28 de septiembre de 1999 fue investida Doctora honoris causa por la Universidad Politécnica de Valencia.
- En el 2003, fue galardonada con el Premio Nacional de Música de Cataluña, que concede la Generalidad de Cataluña, por su retorno al Gran Teatro del Liceo, con la ópera Enrique VIII, de Camille Saint-Saëns.[36]
- El 26 de enero de 2005, recibió la Legión de Honor francesa, en el grado de Caballero.[37]
- El 2 de julio de 2008, fue investida con el grado de doctora honoris causa por la Universidad Internacional Menéndez Pelayo, al mismo tiempo que se definía como «española» y «bilingüe».[38]
- El 4 de diciembre de 2009, fue distinguida como Dama Gran Cruz de la Orden al Mérito de la República Italiana por el presidente de la República Italiana.[39]
- El 8 de febrero de 2011, recibió el doctorado honoris causa de la Universidad de Barcelona.[40][41]
- El 3 de enero de 2012, el Gran Teatro del Liceo inauguró una exposición sobre la soprano, en homenaje al 50 aniversario de su debut en ese teatro.[42]
- El 9 de junio de 2013, fue condecorada con la Orden de Honor de Armenia, la mayor distinción de este país.[43]
- El 18 de noviembre de 2013, fue condecorada con la Medalla Internacional de las Artes de Madrid, que concede la Comunidad de Madrid.[44]
- En 2014, recibió el premio Ópera Actual 2014, distinción otorgada por la revista Ópera Actual.[45]
- En el 2017, recibió la Medalla de Oro del Real Círculo Artístico de Barcelona a toda su trayectoria artística.[46]

## Fundación Montserrat Caballé
El 4 de diciembre de 2019 se constituyó la Fundación Montserrat Caballé, una fundación privada creada por su familia para estudiar su legado y continuar la labor docente que desarrolló la propia soprano a través del Concurso Internacional de Canto. Dicha fundación era un sueño que tuvo la misma Caballé en sus últimos años. Su viudo, Bernabé Martí, fue presidente honorífico de la fundación hasta su fallecimiento el 18 de marzo de 2022.